# Fire Emblem: Monshō no Nazo
Fire Emblem: Monshō no Nazo (ファイアーエムブレム 紋章の謎?, Faiā Emuburemu: Monshō no Nazo, lett. "Fire Emblem: Il mistero dell'Emblema") è il seguito ufficiale del videogioco Fire Emblem: Ankoku Ryū to Hikari no Ken, originariamente sviluppato e commercializzato per il NES, console a 8-bit.
Fu la prima cartuccia a contenere ben 24 megabit di dati. Il gioco è diviso in due parti distinte, rispettivamente il "Book 1", parte che riprende la storia dall'inizio, remake del primo episodio, e "Book 2", il continuo della storia.
Nel 1996, la KSS distribuì un adattamento OAV del videogioco, narrante sia la storia del Book 1 sia del Book 2, tuttavia la produzione fu interrotta, a causa delle scarse vendite. Molto raro è il doppiaggio ufficiale italiano dell'OAV.
Fire Emblem: Monshō no Nazo è stato commercializzato sul servizio Nintendo Wii online, scaricabile a basso prezzo come pezzo da collezione. Il gioco è inoltre presente nella versione giapponese del Nintendo Classic Mini: Super Nintendo Entertainment System. 

## Trama
Fire Emblem: Monshō no Nazo è ambientato nel continente di Archanea ed è diviso in due metà soprannominate "Book". Il "Book 1" è una rivisitazione degli eventi di Fire Emblem: Shadow Dragon & the Blade of Light: Marth, il principe di Altea, è costretto all'esilio quando la sua patria viene attaccata dal vicino regno di Doluna. Dopo che suo padre viene ucciso e sua sorella Elice viene rapita, il ragazzo inizia a radunare un esercito per sconfiggere coloro che guidano l'invasione: il drago oscuro Medeus e il suo alleato Gharnef. A fianco a lui combattono Caeda ,la principessa e cavaliere di Pegaso, il suo mentore Jagen, il principe Hardin di Aurelis, la gentile principessa Nyna della famiglia reale di Archanea e l'Arcisaggio Gotoh. La sua ricerca lo porta a recuperare Falchion, una spada magica capace di annientare Medeus e che solo Marth può impugnare essendo discendente di Anri, il guerriero che aveva sconfitto Medeus in precedenza. Dopo aver recuperato sia Falchion sia il magico scudo Fire Emblem, Marth affronta Gharnef e Medeus e li sconfigge, riportando così la pace. Hardin sposa quindi Nyna e diventa re di Archanea.
- Book 2

Hardin, principe di Orleans, alleato e amico di Marth, nel Book 1, eredita il titolo di Re di Orleans. Sposatosi con Nina, Hardin non riesce a instaurare un buon rapporto da marito e moglie con lei, andando in crisi.
Nel mentre però, Marth si rende conto che c'è qualcosa che non va nella testa di Hardin, divenuto conquistatore di città su città man mano che il tempo passa: Marth viene anche obbligato a diventare partecipe dei folli piani di Hardin; con in suo fedele seguito di soldati, viene costretto a combattere contro piccoli villaggi indipendenti e pacifici.
Marth viene a conoscenza del fatto che Medeus, il Drago oscuro che sconfisse tempo addietro, è ancora in vita e, effettivamente, stava soggiogando la mente di Hardin grazie ai suoi poteri mentali.
Per affrontare questo nuovo nemico, Marth va di nuovo alla ricerca del Fire Emblem (questa volta donatogli da Linda, fedele cortigiana della Principessa Nina),  viaggiando in giro per il mondo alla ricerca delle "12 Sfere Stella", per far rivivere la "Sfera Definitiva".
Frattanto, Hardin diffonde la notizia che Marth e i suoi seguaci sono traditori del regno, mandando gli Akaniani a uccidere i loro alleati, nel deserto di Khadein.
Boa, un grande studioso, rivela a Marth che Garnef, il Druido Oscuro, è ancora vivo e, sotto le spoglie di mendicante, ha donato a Hardin un "Sfera Oscura", capace di far controllare a Medeus la mente del giovane Re; soltanto un "Sfera Sacro"  potrà salvare Hardin dalle grinfie dei due esseri malefici.
Tra i tanti alleati, Marth incontra il Saggio Gato, che gli indica la posizione della Sfera Sacro, nascosto tra le montagne ghiacciate, unico strumento per sconfiggere Hardin.
Dotati della Sfera Sacra, Marth e i suoi combattenti effettuano un ultimo assalto ad Akanenia per liberare Altea, salvare Hardin e sua sorella. Purtroppo l'unica via di redenzione per Hardin è la morte, benché Marth dispone della Sfera Sacra.
Dopo aver sconfitto Hardin, pre-boss finale, si sbloccano due capitoli extra in cui si affrontano il Druido Oscuro Garnef e Medeus nella sua nuova incarnazione. Ancora una volta Garnef possiede la Spada Sacra "Falchion" , ma grazie all'incantesimo "Bagliore di Stelle", Garnef viene sconfitto e, una volta morto, Marth affronta Medeus nella sua vera forma di Drago Oscuro, questa volta uccidendolo definitivamente.

## Modalità di gioco
Monshō no Nazo rimuove molte delle novità di  Fire Emblem Gaiden, come la World Map oppure l'esplorazione di paesi e città. Prima novità è la possibilità di utilizzare una RAM aggiuntiva per i salvataggi e introduce le icone delle armi con i rispettivi nomi.
Ora è anche possibile far scendere i cavalieri dai loro cavalli; questo perché se appiedati i cavalieri possono usare le loro spade, che altrimenti non potrebbero usare a cavallo. Per rendere più realistico il gioco, è stato reso obbligatorio ai cavalieri lo scendere dai cavalli quando le mappe sono interne e non esterne. Altra novità è una forma primitiva del sistema di supporto, poi definita nei giochi successivi come supporto legami: quando alcuni personaggi che hanno un rapporto nella storia sono entro tre spazi di distanza, la loro precisione, schivata e possibilità di mettere a segno colpi critici aumenta finché uno di loro non si allontana.

## Accoglienza
Monshō no Nazo ottenne il primo posto nella rivista di videogiochi giapponese Famitsū nel 1995, per un anno intero. Nel 2006, è apparso come uno tra i migliori 100 videogiochi di sempre, raggiungendo la sessantottesima posizione.